# Ruisseau de Courbarieu
Le ruisseau de Courbarieu est un ruisseau français du département de la Gironde, affluent de rive droite de l’Isle et sous-affluent de la Dordogne.

## Confusions possibles
Le ruisseau de Courbarieu ne doit pas être confondu avec un autre proche ruisseau, affluent de l'Isle en rive gauche, le Courbarieu, long de 7,4 km, qui prend sa source en limite de Gours et de Puynormand en Gironde, et s'écoule ensuite en Dordogne (communes de Minzac et Moulin-Neuf).
Cinq autres ruisseaux homophones portent le nom de Courbarieux :
- en Dordogne :
  - Courbarieux, affluent de la Banège[2] ;
  - Courbarieux, affluent de la Gardonnette[3] ;
  - Courbarieux, autre affluent de la Gardonnette[4] ;
  - ruisseau de Courbarieux, affluent de la Rizonne[5] ;
- en Lot-et-Garonne, le ruisseau de Courbarieux, affluent de la Garonne[6].

## Toponymie
En occitan, le cours d'eau se nomme Corbarieu[réf. nécessaire].

## Géographie
Le ruisseau de Courbarieu prend sa source à plus de 80 mètres d'altitude, dans la forêt de la Double sur la commune de Saint-Christophe-de-Double, un kilomètre à l'est-sud-est du bourg, à proximité de la route départementale D123E1.
Il rejoint l’Isle en rive droite, un kilomètre au nord de Camps-sur-l'Isle, entre les communes de Porchères et Coutras.
Sa longueur est de 10,8 km.
Depuis sa confluence avec le ruisseau de Partarieu jusqu'à celle avec l'Isle, il sert de limite naturelle à plusieurs communes, bordant :
- en rive gauche, Saint-Christophe-de-Double puis Porchères,
- de l'autre, Le Fieu puis Coutras.

## Communes et Cantons traversés
Il arrose quatre communes:
- Saint-Christophe-de-Double (source)
- Le Fieu
- Porchères (confluence)
- Coutras (confluence)

## Affluent
Le ruisseau de Courbarieu a, en rive droite, un affluent contributeur répertorié:
- le ruisseau de Partarieu, long de 2,2 km qui sert de limite aux communes de Saint-Christophe-de-Double et Le Fieu[8].

## Hydrologie

### Risque inondation
Un plan de prévention du risque inondation (PPRI) a été approuvé pour la vallée de l'Isle dans le Montponnais en 2007, incluant la partie aval du Courbarieu à Moulin-Neuf, sur ses 600 derniers mètres,.